# Festival Internacional de Cine de San Sebastián 1978
La 26.ª edición del Festival Internacional de Cine de San Sebastián tuvo lugar entre el 9 y el 20 de septiembre de 1978. En esta edición continuaba teniendo la categoría A de la FIAPF como festival competitivo no especializado.

## Desarrollo
El Festival fue inaugurado el 9 de septiembre de 1978 por el alcalde Fernando de Otazu, el gobernador civil Antonio de Oyarzábal, el consejero de cultura vasco José Antonio Maturana Plaza y los tres presidentes del festival, con la proyección fuera de concurso de Convoy de Sam Peckinpah. En total se proyectaron 300 películas en les secciones oficiales, "Nuevos Creadores" (con 12 películas españolas), cine dirigido por mujeres, retrospectivas el "Cine que no vimos en las últimas décadas  " (películas de Nagisa Oshima, Pudovkin, Dovjenko, Munk, Orson Welles, Marco Ferreri, Bellochio) y "cine como expresión de la cultura nacional", así como la sección informativa y pases de películas con intención comercial.
El día 10 se proyectaron, dentro de la sección oficial, Se busca muchacha de buena presencia y motorizado con moto propia y De uno en uno, mientras que otras secciones se proyectaron Tornar a casa de Hal Ashby, La portentosa vida del pare Vicent de Carles Mira y La villeggiatura, de Marco Leto. El día 11 se proyectaron Utopia y Un hombre llamado Flor de Otoño mientras que en la sección informativa se proyectaron El camino hacia la muerte del viejo Reales de Gerardo Vallejo y Der Händler der vier Jahreszeiten de Rainer Werner Fassbinder. El día 12 se proyectaron A Wedding y El asesino de Pedralbes, mientras que de la sección "Nuevos Realizadores" se proyectaron Con mucho cariño de... de G. García, Jazz-Band de Pupi Avati y Sentados al borde de la mañana con los pies colgando, de Antonio Betancourt. El día 13 se proyectaron la húngara Olyan mint otthon y la polaca Rekolekcje, el 14 la italiana Il ritorno di Casanova y la española Jaque a la dama, y el 15 Le Dossier 51 y la cubana Pablo de Víctor Casaus, en general consideradas para la crítica películas grises, a la vez que en una rueda de prensa Jaime Camino para discriminar su película a la sección informativa La vieja memoria per razones políticas. El día 16 se proyectaron Alambrista! y Sonámbulos y visitaron el festival Robert Altman y Geraldine Chaplin, el 17 The Class of Miss MacMichael y Skytten, el 18 El lugar sin límites y Stín létajícího ptácka, el 19 las fuera de concurso Al servicio de la mujer española y Interiores El día 20 se proyectaron Smiatenie txuvstv y Llaços de sang y se dieron a conocer los premios.

## Jurados
Jurado Oficial
- Leslie Caron
- Luigi Comencini
- José Luis García Sánchez
- Miguel Littín
- Koldo Mitxelena
- Sándor Sára
- Krzysztof Zanussi

## Películas

### Programa Oficial
Las 19 películas siguientes fueron presentadas en el programa oficial:
| Título en España                                                  | Título original                                                   | Director(es)                                   | País           |
| ----------------------------------------------------------------- | ----------------------------------------------------------------- | ---------------------------------------------- | -------------- |
| Alambrista!                                                       | Alambrista!                                                       | Robert M. Young                                | EE. UU.        |
| Un día de boda                                                    | A Wedding                                                         | Robert Altman                                  | EE. UU.        |
| Argeles (cortometraje)                                            | Argeles (cortometraje)                                            | José Antonio Zorrilla                          | España         |
| Laberinto mortal                                                  | Les Liens de sang                                                 | Claude Chabrol                                 | Canadá         |
| El asesino de Pedralbes                                           | El asesino de Pedralbes                                           | Gonzalo Herralde                               | España         |
| El lugar sin límites                                              | El lugar sin límites                                              | Arturo Ripstein                                | México         |
| De uno en uno                                                     | En och en                                                         | Erland Josephson, Sven Nykvist y Ingrid Thulin | Suecia         |
| Con flores a María                                                | Con flores a María                                                | Manuela García de la Vega                      | España         |
| Il ritorno di Casanova                                            | Il ritorno di Casanova                                            | Pasquale Festa Campanile                       | Italia         |
| Jaque a la dama                                                   | Jaque a la dama                                                   | Francisco Rodríguez Fernández                  | España         |
| El dossier 51                                                     | Le dossier 51                                                     | Michel Deville                                 | Francia        |
| Olyan mint otthon                                                 | Olyan mint otthon                                                 | Márta Mészáros                                 | Hungría        |
| Pablo                                                             | Pablo                                                             | Víctor Casaus                                  | España         |
| Rekolekcje                                                        | Rekolekcje                                                        | Witold Leszczyński                             | Polonia        |
| Se busca muchacha de buena presencia y motorizado con moto propia | Se busca muchacha de buena presencia y motorizado con moto propia | Alfredo J. Anzola                              | España         |
| El tirador: Violencia antinuclear                                 | Skytten                                                           | Tom Hedegaard                                  | Dinamarca      |
| Smiatenie txuvstv                                                 | Smiatenie txuvstv                                                 | Pavel Arsénov                                  | URSS           |
| Sonámbulos                                                        | Sonámbulos                                                        | Manuel Gutiérrez Aragón                        | España         |
| Stín létajícího ptácka                                            | Stín létajícího ptácka                                            | Jaroslav Balik                                 | Checoslovaquia |
| La clase de Miss MacMichael                                       | 'The Class of Miss MacMichael                                     | Silvio Narizzano                               | Reino Unido    |
| Un hombre llamado Flor de Otoño                                   | Un hombre llamado Flor de Otoño                                   | Pedro Olea                                     | España         |
| Utopia                                                            | Utopia                                                            | Iradj Azimi                                    | Francia        |

### Fuera de concurso
| Título en España                 | Título original                  | Director(es)     | País    |
| -------------------------------- | -------------------------------- | ---------------- | ------- |
| Al servicio de la mujer española | Al servicio de la mujer española | Jaime de Armiñán | España  |
| Interiores                       | Interiores                       | Woody Allen      | EE. UU. |
| Convoy                           | Convoy                           | Sam Peckinpah    | EE. UU. |

### Informativa
| Título en España                           | Título original                            | Director(es)                        | País           |
| ------------------------------------------ | ------------------------------------------ | ----------------------------------- | -------------- |
| Camuflaje                                  | Barwy ochronne                             | Krzysztof Zanussi                   | Polonia        |
| El regreso                                 | Coming Home                                | Hal Ashby                           | EE. UU.        |
| Delito de amor                             | Delitto d'amore                            | Luigi Comencini                     | Italia         |
| El camino hacia la muerte del viejo Reales | El camino hacia la muerte del viejo Reales | Gerardo Vallejo                     | Argentina      |
| El recurso del método                      | El recurso del método                      | Miguel Littin                       | México         |
| El mercader de las cuatro estaciones       | Händler der vier Jahreszeiten              | Rainer Werner Fassbinder            | RFA            |
| El juego de la manzana                     | Hra o jablko                               | Vera Chytilová                      | Checoslovaquia |
| La hora de los hornos                      | La hora de los hornos                      | Fernando E. Solanas, Octavio Getino | Argentina      |
| La vieja memoria                           | La vieja memoria                           | Jaime Camino                        | España         |
| Los hijos de Fierro                        | Los hijos de Fierro                        | Fernando E. Solanas                 | Argentina      |
| El árbol de los sueños                     | Natvris khe                                | Tengiz Abuladze                     | URSS           |
| El grito                                   | The Shout                                  | Jerzy Skolimowski                   | Reino Unido    |

### Nuevos Realizadores[13]
| Título original                                      | Director(es)                |
| ---------------------------------------------------- | --------------------------- |
| (Alias) El rey del joropo                            | Carlos Rebolledo            |
| ¡Arriba Hazaña!                                      | José María Gutiérrez Santos |
| Con mucho cariño                                     | Gerardo García              |
| Con uñas y dientes                                   | Paulino Viota               |
| De mica en mica s'omple la pica                      | Carlos Benpar               |
| Jazz-Band                                            | Puppi Avati                 |
| La portentosa vida del padre Vicente                 | Carles Mira                 |
| Marián                                               | Luis Martínez Cortés        |
| O Cortiço                                            | Francisco Ramalho           |
| O pai de Migueliño                                   | Miguel Castelo              |
| Paraiso                                              | Miguel Luxemburgo           |
| Sentados al borde de la mañana con los pies colgando | Antonio Betancor            |
| Simplicio                                            | Franco Rubartelli           |
| Tiempos de constitución                              | Rafael Gordon               |
| Toque de queda                                       | Iñaki Núñez                 |
| Zdjecia próbne                                       | Jerzy Domaradzki            |

## Palmarés
Ganadores de la Sección no oficial del 26º Festival Internacional de Cine de San Sebastián de 1978:
- Concha de Oro a la mejor película: Alambrista! de Robert M. Young
- Concha de Oro al mejor cortometraje: "La edad del silencio", de Gabriel Blanco
- Concha de Plata a la mejor dirección: Manuel Gutiérrez Aragón por Sonámbulos
- Concha de Plata: 
  - Olyan mint otthon, de Marta Mészáros
  - El dossier 51, de Michel Deville
- Concha de Plata a la mejor actriz: Carol Burnett, por Un día de boda
- Concha de Plata al mejor actor: José Sacristán, por Un hombre llamado Flor de Otoño
- Premio especial del Jurado: El lugar sin límites de Arturo Ripstein
- Premio Perla del Cantábrico al mejor largometraje de habla hispana: El asesino de Pedralbes, de Gonzalo Herralde